# Медейска азбука
Медейска азбука е консонантно писмо е използвана между II и VII век и използвана с арамейската азбука. Азбуката е използвана от хора, изповядвали религията мандезизъм. Мандеите са категоризирани като гностическа еврейско-християнска езическа секта. Местното име е Мендай.